# لودردیل-بای-د-سی (فلوریدا)
لودردیل-بای-د-سی (به انگلیسی: Lauderdale-by-the-Sea) شهرکی در شهرستان برووارد ایالت فلوریدا است که در سال ۱۹۲۴ بنیان‌گذاری شده‌است. این شهرک طبق سرشماری سال ۲۰۱۰ میلادی، ۶٬۰۵۶ نفر جمعیت داشته و مساحت آن نیز ۳٫۲ کیلومتر مربع است.